# Bérénice II
Pour les articles homonymes, voir Bérénice.
Sauf précision contraire, les dates de cette page sont sous-entendues « avant notre ère ».
Bérénice II est la fille de Magas, roi de Cyrène, et d’Apama II, née vers 267-266 avant notre ère. Elle fait assassiner son premier époux Démétrios Kalos. Elle épouse ensuite en 246 Ptolémée III Évergète Ier  avec qui elle règne sur l'Égypte entre 246 et 222. Elle est la première reine à battre monnaie à son effigie.

## Biographie

### Premier mariage
En 250, la mère de Bérénice Apama II, fille d'Antiochos Ier et de Stratonice, devient veuve. Apama II fait alors appel à son oncle, Démétrios Kalos, pour succéder à Magas.
Magas s'était auparavant réconcilié avec son demi-frère Ptolémée II, et comptait faire revenir la Cyrénaïque dans le royaume lagide. Le choix de Démétrios est probablement appuyé par une faction qui refuse de retourner dans le giron d'Alexandrie, sachant que celui-ci est légitime en tant que petits-fils de Ptolémée Ier ; son demi-frère et roi de Macédoine, Antigone II Gonatas, n'est pas non plus étranger à cette désignation.
Démétrios épouse donc Bérénice II, et devient roi de Cyrène pour peu de temps : ayant appris que Démétrios est devenu l'amant d'Apama, Bérénice le fait assassiner vers 249. L'assassinat de Démétrios, tué dans les bras d'Apama, est évoqué par Catulle qui a adapté les vers (perdus) de Callimaque de Cyrène. Le poète latin écrit en s'adressant à Bérénice : « As-tu vraiment oublié l'action digne d'admiration grâce à laquelle tu as obtenu un mariage royal, cette action que personne d'autre de plus courageux n'a osée ? »

### Second mariage
Fervente adoratrice de la déesse Bastet, protectrice des parturientes, elle ordonne la construction d'un temple dédié à la déesse à la suite de son accouchement de son deuxième enfant, le futur Ptolémée IV, né en l'absence de son père Ptolémée III parti guerroyer en Syrie.
Durant l'absence de son mari en Syrie, elle fait vœu à la déesse Aphrodite de lui sacrifier sa merveilleuse chevelure. Son mari étant revenu sain et sauf, elle coupe une boucle de ses cheveux et en fait une offrande au temple de la déesse à Zéphyrium. La chevelure ayant disparu de façon mystérieuse, Conon de Samos, l'astronome de la cour, l'expliqua de façon romantique en indiquant un amas stellaire et disant que l'offrande avait tellement plu à la déesse qu'elle l'avait traduite aux cieux. Cet astérisme (ensuite devenu constellation) est encore appelé la « Chevelure de Bérénice ».
Callimaque de Cyrène célébra cet incident dans un poème, dont seulement quelques lignes subsistent, mais il nous reste aussi une traduction par Catulle.
Peu de temps après la mort de son mari (fin 222 ou début 221), elle est assassinée sur ordre de son fils Ptolémée IV, ainsi que son autre fils Magas.

## Hommages
Outre la Chevelure de Bérénice, l'astéroïde (653) Bérénice a été également baptisé en hommage à Bérénice II.